# NGC 7672
NGC 7672 (другие обозначения — PGC 71485, MCG 2-59-45, ZWG 431.70, KAZ 568, IRAS23249+1206) — спиральная галактика (Sb) в созвездии Пегас.
Галактика обладает активным ядром и относится к сейфертовским галактикам типа II
Этот объект входит в число перечисленных в оригинальной редакции «Нового общего каталога».